# Чекаевский (посёлок)
Чекаевский — посёлок в Лямбирский районе Мордовии. Входит в состав Берсеневского сельского поселения.

## География
Посёлок расположен в восточной части республики на расстоянии примерно в 4 километрах по прямой к юго-западу от районного центра Лямбиря.
Часовой пояс
Посёлок Чекаевский как и вся Мордовия, находится в часовой зоне МСК (московское время). Смещение применяемого времени относительно UTC составляет +3:00.

## Население
| 2002 | 2010 |
| ---- | ---- |
| 310  | ↗352 |

Национальный состав
Согласно результатам переписи 2002 года, в национальной структуре населения русские составляли 82 % из 352 чел..